# Wu Fa-siang
Wu Fa-siang (čínsky pchin-jinem Wú Fāxiáng, znaky zjednodušené 吴发祥, tradiční 吳發祥; kolem 1578 – po 1657) byl čínský konfuciánský učenec a vydavatel pozdně mingského a raně čchingského období.

## Život a dílo
Wu Fa-siang byl konfuciánský učenec, pocházel z Nankingu. Narodil se kolem roku 1578, žil v nankingském jižním předměstí u hory Tchien-čchüe (také jako hora Niou-šou).
Znám je svou publikací Katalogu rozličných dopisních papírů z Pavilónu květů (Luo-süan pien-ku ťien-pchu, 蘿軒變古箋譜), vydaném roku 1626. Kniha sestává z ukázek dekorativních dopisních papírů, významná je prvním použitím techniky slepotisku (známou jako „reliéfní vzory“, kung-chua, 拱花) v Číně. Stejnou techniku vzápětí užil i Wu Fa-siangův známější současník Chu Čeng-jen ve svých Dopisních papírech Ateliéru u deseti bambusů (Š’-ču-čaj ťien-pchu, 十竹齋箋譜).